# Thomas Dulain
Thomas Dulain (Jean-Thomas Dulaien en anglais) est un pirate français, né en 1704 au Pouliguen en Bretagne, décédé après 1729, à une date inconnue.

## Histoire
Thomas Dulain, orphelin à 12 ans, s'engage à 14 ans comme pilotin et se forme au métier de pilote de marine marchande, effectuant plusieurs voyages transatlantiques entre 1718 et 1723, avant de vagabonder dans la Mer des Antilles.
En 1727, il est à bord d'un navire corsaire dans les Caraïbes, naviguant contre les Anglais avec un équipage en partie espagnol et en partie français. Les membres d'équipage français se mutinent, massacrant les Espagnols et élisant Dulain comme capitaine. Ils rebaptisent le navire Sans Pitié ; il a vite une centaine d'hommes sous ses ordres, « tant blancs que noirs », qu'il qualifie d' « ennemis du genre humain ».
L'équipage convient d'une charte-partie (Thomas Dulain est l’un des rares pirates dont la charte-partie est connue), c’est-à-dire d'un contrat liant les forbans entre eux et établissant les règles à bord, pour régir le comportement à bord du navire. Comme dans d'autres codes de piraterie, on y trouve des dispositions pour punir les marins qui désertent, cachent du butin, se disputent ou manquent à leurs fonctions. Les articles prévoient également une indemnisation pour les marins blessés et nomment un lieutenant pour surveiller les cargaisons à bord des navires capturés. Le meurtre des prisonniers est interdit, sauf notamment s'ils sont espagnols.
Contrairement à la plupart des autres pirates, Dulain spécifie les conditions précises dans lesquelles sa proie ne bénéficiera d'aucune pitié. Si un navire lui résiste après avoir vu son drapeau noir, il hisse ce qu'on appelle un « drapeau sanglant » (ou Pavillon Sans Quartier en français, Flag of No Quarter en anglais), un drapeau rouge avertissant qu'aucun quartier (aucune pitié) ne sera accordée si les victimes ne se rende pas volontairement. Si ses victimes tirent ensuite trois coups de canon ou plus, aucune d'entre elles ne sera épargnée.
Début 1729, le gouverneur des Antilles arme des navires pour suivre Dulain ; celui-ci trouve une cachette pour son navire de 60 tonnes et 14 canons parmi les grands arbres des rives de West Caicos. Il capture rapidement plus d'une douzaine de navires – dont certains français – et absorbe les meilleurs d'entre eux dans sa flottille, en gardant d'autres pour caréner le Sans Pitié. Il nomme un associé nommé Garnier pour commander son navire consort, rebaptisé Sans Quartier (No Quarter). Au bout d'un an, ils décident de partager leur butin et de rentrer en France pour demander grâce.
Après avoir déposé la majeure partie de son équipage sur Tortuga et s'être préparé à partir pour Nantes, Dulain aurait surpris l'équipage du Sans Quartier alors qu'il s'éloigne avec la majeure partie de leur trésor, en criant « Au revoir ! Adieu, canailles ! Je pars en France et nous ne sommes plus pirates ».
Les autorités françaises offrent à Dulain une grâce à condition qu'il restitue tous les biens volés. Avant d'accepter l'offre, lui et son équipe vendent leur butin et en cachent les bénéfices, en laissant une partie à des amis et à des parents. Les autorités soupçonnent que le petit butin qu'elles ont trouvé sur le Sans Pitié n'est qu'une petite partie de ce que Dulin a volé, et elles persuadent les prêtres locaux de menacer d'excommunication les citoyens qui aident les pirates. La menace fonctionne et après que les informateurs les conduisent au trésor caché, les fonctionnaires arrêtent Dulain et son équipe. Le Sans Pitié, en mauvais état, est vendu pour contribuer à défrayer les pertes des marchands dont Dulain avait pillé les cargaisons. Après avoir fait appel au roi, l'équipage est libéré, mais Dulain reste en prison encore quelque temps : son sort final n'est pas connu .

## Le drapeau pirate "Jolly Roger"

Le drapeau pirate "Jolly Roger" de Thomas Dulain.

Le drapeau pirate de Dulain a été décrit par le maire de Nantes[Lequel ?] comme « en tissu noir, avec des motifs blancs de figures humaines, de coutelas, d'os et de sabliers ». Une gravure sur bois prétendument réalisée à partir d'un dessin du drapeau a survécu, tout comme d'autres dessins indépendants de celui-ci. Le drapeau original a été conservé pendant quelques années, mais peut-être détruit plus tard sur ordre du roi Louis XV.
Le drapeau de Dulain est souvent confondu avec celui de Walter Kennedy, décrit en termes similaires. Parce que le drapeau original est manquant et que les dessins existants varient, sa conception exacte est inconnue.